# 1735 a tudományban
Az 1735. év a tudományban és a technikában.

## Biológia
- Carl von Linné publikálja a Systema Naturae című munkáját.

## Matematika
- Leonhard Euler megoldja a Bázel-problémát.

## Halálozások
- szeptember 27. - Peter Artedi természettudós (* 1705)